# Freyella drygalskii
Freyella drygalskii is een zeester uit de familie Freyellidae.
De wetenschappelijke naam van de soort werd in 1927 gepubliceerd door Ludwig Döderlein.